# André I do Congo
André I foi o manicongo (rei) do Reino do Congo em Quibango entre 1689 e 1690. 
Dom André I foi um dos primeiros membros da Casa de Água Rosada, gerada por seu pai Sebastião I e sua esposa, uma princesa Quimpanzo. Devido a guerra civil, o reino estava dividido em várias facções de poder em diferentes regiões. André I governou Quibango após a morte de seu irmão, Garcia III. Ele teria reinado por pouco tempo, aproximadamente entre 1685 ou de 1689 á 1690. Foi sucedido por Manuel I Afonso. 